# Subphylum

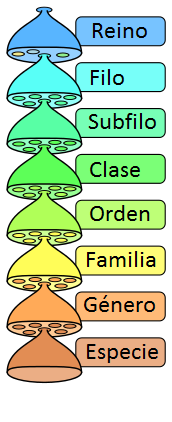
Clasificación con el taxón "Subfilo"

En nomenclatura zoológica, un subfilo es un rango taxonómico bajo la categoría de phylum.
El rango taxonómico de "subdivisión" en fungi  y taxonomía de planta es equivalente a "subphylum" en taxonomía zoológica. 

## Categoría taxonómica
El Subphylum es:
1. Inferior al phylum
2. Superior al infraphylum.

Cuando sea conveniente, el subfilo puede ser dividido en infrafilo.

## Ejemplos
No toda fauna phyla está dividido a subphyla. Los que son incluye: 
- Arthropoda: Dividido a subphyla Trilobitomorpha, Chelicerata, Myriapoda, Hexapoda y Crustacea,
- Brachiopoda: Dividido a subphyla Linguliformea, Craniformea y Rhynchonelliformea,
- Chordata: Dividido a Tunicata, Cephalochordata, y su más grande subfilo, Vertebrata.

Ejemplos de infraphyla incluir el Mycetozoa y el Gnathostomata.
El rango taxonómico de "subdivisión" en fungi y taxonomía de planta es equivalente a "subphylum" en taxonomía zoológica.
- Datos: Q1153785